# Verraad van de onderduikers in het Achterhuis
Het verraad van de onderduikers in het Achterhuis is het mogelijke verraad van het onderduikadres van acht personen die waren ondergedoken in het Achterhuis in Amsterdam. Onder hen was Anne Frank. Op 4 augustus 1944 werden ze bij een huiszoeking ontdekt en gevangengenomen. Daarna werden ze via Kamp Westerbork naar Duitse concentratiekampen gedeporteerd. Alleen Otto Frank overleefde de ontberingen.
Onderzoeken naar het mogelijke verraad hebben verschillende daderhypotheses opgeleverd, maar geen sluitend bewijs. Na de oorlog werd verschillende keren onderzoek gedaan, hetgeen niks opleverde. In 1948 werd onderzoek gedaan door Politieke Recherche Afdeling, in 1957 door de Duitse journalist Ernst Schnabel en door de Nederlandse en Oostenrijkse autoriteiten in 1963. De Anne Frank Stichting publiceerde in 2016 de resultaten van een onderzoek, waarin de mogelijkheid genoemd werd dat de onderduikers bij toeval ontdekt werden. In januari 2022 verscheen het boek Het verraad van Anne Frank, waarin een theorie werd gepresenteerd dat een lid van de Joodse Raad het adres gekend zou hebben en doorgegeven zou hebben aan de Zentralstelle für jüdische Auswanderung in Amsterdam (Joodse emigratie), de organisatie verantwoordelijk voor de deportatie van Joden door de nazi's. Na veel kritiek werd dit boek in maart 2022 door de uitgever uit de handel gehaald.

## Achtergrond
De Joodse familie Frank, gevlucht uit Duitsland om aan de vervolging door de nazi's te ontkomen, had zich in de jaren 1930 in Amsterdam gevestigd. Het gezin bestaande uit Otto Frank, zijn vrouw Edith, en hun dochters Margot en Anne, was na de bezetting van Nederland door de nazi's ook niet veilig. Nadat Margot een oproep had ontvangen om zich te melden voor 'tewerkstelling in Duitsland' dook het hele gezin op 6 juli 1942 onder. Zij verstopten zich in een achterhuis achter het bedrijf van Otto Frank op de Amsterdamse Prinsengracht 263. De deur naar de hogere verdiepingen van dit achterhuis zat verstopt achter een boekenkast. Anne Frank was toen net 13 jaar oud, Margot was 16 jaar.
Een week later doken ook Otto Franks zakenpartner Hermann van Pels (in het dagboek "Van Daan"), diens echtgenote Auguste en hun zoon Peter onder in het Achterhuis. Vier maanden later voegde een andere Duits-Joodse vluchteling, Fritz Pfeffer ("Albert Dussel"), zich bij het gezelschap. De groep van acht personen dook meer dan twee jaar succesvol onder. De onderduikers werden echter ontdekt en samen met twee van hun helpers, Victor Kugler ("Kraler") en Johannes Kleiman ("Koopman"), op 4 augustus 1944 gearresteerd door de Gestapo en Nederlandse politiemannen.

### Arrestatie
Ongeveer tussen tien uur en half elf op de warme zomerochtend van vrijdagmorgen 4 augustus 1944 stopte een Duitse auto voor de openstaande magazijndeuren van het pand aan de Prinsengracht 263. Een geüniformeerde Oostenrijker, Karl Silberbauer, vergezeld door vier à vijf Nederlandse SD'ers (als burger verkleed), onder wie Maarten Kuiper, liep het pand binnen. Een lid van het gezelschap stelde een vraag aan de op de begane grond werkzame Willem van Maaren. Deze antwoordde: 'Boven' en stak zijn duim omhoog. Een Nederlandse SD'er bleef beneden, terwijl de rest zich naar de eerste verdieping begaf. Na een snelle zoektocht door het gebouw begaf de geüniformeerde Duitser zich naar de plek waar de toegang tot het achterhuis was. Men schoof de boekenkast open die de ingang verborg. Met Victor Kugler (een van de 'helpers') voorop begaf het gezelschap zich naar de vertrekken waar de onderduikers zich bevonden. Op bevel van Silberbauer moesten de onderduikers hun geld en sieraden afstaan.
De Nederlandse SD'ers doorzochten de vertrekken van het achterhuis op geld en kostbaarheden. De gearresteerden kregen de gelegenheid kleding en toiletgerei te pakken. Een Nederlander bestelde telefonisch een vrachtauto, groot genoeg om het gehele gezelschap te kunnen vervoeren. Na lang wachten arriveerde het vervoer rond 13.00 uur. De onderduikers werden naar een schoolgebouw aan de Euterpestraat gebracht, waar zich het hoofdkwartier van de Aussenstelle Amsterdam des Befehlshabers der Sicherheitspolizei und des SD bevond. Later vertelde Silberbauer - die was opgespoord door Simon Wiesenthal - dat hem door zijn superieur Julius Dettmann was opgedragen onderduikers te arresteren op de Prinsengracht 263. Dettmann zei hem daarover telefonisch ingelicht te zijn. Doordat deze Dettmann na de Duitse nederlaag zelfmoord heeft gepleegd, is onbekend met wie Dettmann dat telefoongesprek gevoerd heeft en of het telefoontje daadwerkelijk heeft plaatsgevonden.

## Verdachten

### Willem van Maaren (1895-1971)
De chef van het magazijn van Opekta, Willem van Maaren, had een onderzoekende aard. Hij toonde zich nieuwsgierig naar wat er zich in het achterhuis van het Opekta-pakhuis bevond. Hij werd betrapt op kleine diefstallen uit de magazijnen. De 'helpers' van de onderduikers voelden zich nooit zeker over Van Maarens betrouwbaarheid. Victor Kugler, Bep Voskuijl en Johannes Kleiman verdachten hem van het verraad, terwijl Miep Gies en Otto Frank er niet zeker van waren. Tijdens het in 1948 uitgevoerde onderzoek naar het verraad ontkende Van Maaren daarbij betrokken te zijn. Wel gaf hij toe vermoed te hebben dat er in het pand iets aan de hand was. Van Maaren, weinig geliefd in zijn omgeving, had geen Duitse of nazi-sympathieën. Van antisemitisme heeft hij, voor zover bekend, nimmer blijk gegeven. Dat zijn diefstallen de bewoners van het achterhuis en hun 'helpers' achterdochtig én angstig maakten, is begrijpelijk. De 'helpers' konden tijdens het onderzoek in 1948 geen feiten die op verraad wezen, aandragen. De recherche vond dat ook. Na zijn voorwaardelijke invrijheidstelling ging Van Maaren tegen die beslissing in verzet met als gevolg dat hij geheel vrijgesproken werd.
Hij werd tot 1963 met rust gelaten. Toen werd hij opnieuw als verdachte gehoord, nadat Karl Silberbauer was ontdekt in Oostenrijk. Ook dit onderzoek leverde geen ondersteuning voor de aanname dat Van Maaren bij het verraad betrokken zou zijn. Op 4 november 1964 werd het dossier-Van Maaren door de Rijksrecherche gesloten en naar de officier van justitie gestuurd. In de begeleidende brief stond 'dat het onderzoek niet heeft kunnen leiden tot enig concreet resultaat'. Rechercheur A.J. van Helden noemde vervolgens ook nog een vijftal ontlastende factoren:
1. Van Maaren weigerde uit principe steun van de nationaalsocialistisch getinte Winterhulp-Nederland, die het monopolie op liefdadigheid had;
2. Van Maaren kende de ondergedokenen niet zodat de factor rancune ontbrak;
3. Van Maaren zat financieel aan de grond, maar van een (verraad)vergoeding blijkt niets;
4. Van Maaren heeft geholpen delen van Annes dagboek in veiligheid te brengen, terwijl hij het gemakkelijk aan de SD had kunnen geven en
5. Van Maaren werd door ex-verzetsmensen uit zijn buurt niet sympathiek gevonden, maar hij leek hun geen verrader van ondergedoken Joden. Hoewel hij wist van verzetsactiviteiten in zijn buurt, had hij nooit de Duitsers ingelicht.

Toch was niet iedereen van zijn onschuld overtuigd. Zo schreef Kugler nog in 1964 aan Bep Voskuijl over Van Maaren: 'Het is erg genoeg de dood van zeven mensen op het geweten te hebben en schuldig te zijn aan de ellende van drie anderen gedurende bepaalden tijd'. Meer dan tien jaar later schreef Otto Frank in een brief dat Van Maaren niet vervolgd kon worden, 'Aangezien er geen bewijzen zijn.'

### Lena Hartog-van Bladeren (1897-1963)
Melissa Müller beschuldigt Lena Hartog-van Bladeren van het verraad in haar in 1998 verschenen biografie van Anne Frank. Hartog-van Bladeren was de echtgenote van Lammert Hartog, die van het voorjaar 1944 tot augustus 1944 magazijnknecht bij Opekta, het bedrijf van Otto Frank, was geweest. Hartog-van Bladeren werkte als schoonmaakster op de Prinsengracht 263. Zij ontkende weliswaar tijdens een naoorlogs verhoor dat zij ooit op de Prinsengracht 263 had gewerkt, maar deze getuigenis bleek onjuist. 'Het is zeker dat Lammert Hartog zijn vrouw Lena over de verstopte Joden heeft verteld', schrijft Müller. Volgens Müller maakte Lena zich ernstig zorgen over de veiligheid van haar man en haar zoon Klaas. Voor haar man, omdat hij ergens werkte waar Joden ondergedoken waren, en voor haar zoon die door de verplichte Arbeitseinsatz in de buurt van Berlijn werkte, maar die per 22 augustus 1944 vrijwillig bij de Kriegsmarine diende. Daarom is het volgens Müller aannemelijk dat Hartog-van Bladeren de persoon is geweest die op 4 augustus 1944 de Duitsers belde om de Joden op Prinsengracht 263 aan te geven. Vanwege de geringe kwaliteit van het politieonderzoek in 1947-1948 vermoedt Müller dat Hartog-van Bladeren nooit door de mand is gevallen. Omdat zij in 1963 overleed, kon ze niet meer voor een tweede keer verhoord worden.
Melissa Müller gaat bij haar reconstructie uit van een aantal aannames. Lammert Hartog wist twee weken vóór de inval dat er Joden verborgen waren, maar de bewering 'Het is zeker dat Lammert Hartog zijn vrouw Lena over de verstopte Joden heeft verteld', kan niet bewezen worden. Als zij zo bezorgd zou zijn over het lot van haar man, waarom zou zij dan de SD gebeld hebben op het moment dat haar man daar werkte? Deze wist in elk geval in zijn verhoor door de Politieke Recherche Afdeling (PRA) te vertellen wat zich bij de inval afspeelde en hij bleef nog een 'dag of drie, vier' daar werken. Daartegenover staat evenwel de verklaring van Kleiman, die de PRA vertelde dat Hartog 'bij de komst van de S.D. zijn jasje al aan had. Hij nam onmiddellijk de benen en wij hebben hem niet meer teruggezien.'
Wat kan het verraad te maken hebben gehad met het lot van haar zoon? Die was vrijwillig bij de Kriegsmarine gegaan, met als ingangsdatum 22 augustus 1944, en zij had wellicht langere tijd niets van hem gehoord. Maar toen zij zogenaamd de SD zou hebben gebeld, was er nog niets met haar zoon aan de hand. Pas zeven jaar na de oorlog wordt zijn dood officieel aangegeven in Berlijn bij het Standesamt 1, waarbij zijn overlijdensdatum op Anfang Mai 1945, Tag nicht bekannt, wordt gesteld. In die datum kan veel speling zitten, maar het is uitgesloten dat Lena in augustus 1944 de dood van haar zoon bijna negen maanden later voorzag.
De 'hardnekkige geruchten' dat er sprake was geweest van een vrouwenstem zijn terug te brengen tot een mededeling van Cor Suijk, voormalig directielid van de Anne Frank Stichting en een vertrouweling van Otto Frank. Hij had dit lang geleden gehoord van Frank. Ook de weduwe van Frank, Elfriede Frank-Markovits, vertelde kort voor haar dood in oktober 1998 dat er sprake was geweest van een vrouwelijke stem. Ook zij wist dat van haar man. Waar Otto Frank die kennis van had, blijkt nergens uit. Cor Suijk heeft substantieel bijgedragen aan het boek van Melissa Müller en het is voorstelbaar dat Melissa Müller met de vrouwenstem als uitgangspunt op zoek gegaan is naar een passende verdachte.

### Tonny Ahlers (1917-2000)
Tonny Ahlers was een Nederlandse nationaalsocialist en een kleine crimineel. Hij functioneerde als informant voor de Amsterdamse Gestapo. Hij maakte in 1941 kennis met Otto Frank, die hij na het einde van de oorlog trachtte te chanteren. In haar in 2002 verschenen biografie van Otto Frank beschuldigt Carol Ann Lee hem van het verraad. De beschuldiging werd ontkend door Ahlers echtgenote, maar bevestigd door anderen uit de naaste omgeving van de twee jaar daarvoor overleden Ahlers, zoals diens broer en zoon. Er bleek echter geen direct bewijs te vinden te zijn voor de beschuldiging en uiteindelijk gingen alle beschuldigende verklaringen terug op uitlatingen van Ahlers zelf. Gezien diens bewezen leugenachtigheid is dat onvoldoende onderbouwing voor een wezenlijke wijziging van het standpunt dat er geen bewijs is voor Ahlers' betrokkenheid bij het verraad.

### Nelly Voskuijl (1923-2001)
In de biografie van Bep Voskuijl door de Vlaamse journalist Jeroen De Bruyn en haar jongste zoon Joop van Wijk wordt een vierde verdachte aangemerkt: Nelly Voskuijl, de jongere zus van Bep Voskuijl. Nelly onderhield een relatie met een Oostenrijkse onderofficier, werkte voor de Duitsers op een militaire basis in Noord-Frankrijk en keerde in mei 1944 terug naar Nederland. Volgens Bertus Hulsman, de eerste verloofde van Bep Voskuijl, wist Nelly van de onderduikers in het Achterhuis. "Gaan jullie maar naar jullie Joden toe", schijnt ze haar oudste zus en vader tijdens een familieruzie toegebeten te hebben. Silberbauer verklaarde in 1964 dat een jonge vrouw in de ochtend van 4 augustus 1944 de onderduikers via een telefoontje aan de SD verraden heeft. De Anne Frank Stichting hecht weinig waarde aan de theorie van De Bruyn en Van Wijk.

### Ans van Dijk (1905-1948)
Sytze van der Zee wees in zijn boek Vogelvrij. De jacht op de Joodse onderduiker (2010) Ans van Dijk aan als mogelijke verrader van Anne Frank. Gerard Kremer jr. nam in zijn boek De Achtertuin van het Achterhuis (2018) deze theorie over. Van Dijk was van Joodse afkomst en werkte met de Duitsers samen bij het opsporen van onderduikers. Na de oorlog werd zij - als enige vrouw - ter dood veroordeeld vanwege de hulp bij het opsporen van zeker zevenhonderd Joodse onderduikers.
Kremers vader Gerard sr. was in de oorlog huismeester in een pand waar Duitse instanties huisden. Hij hoorde Van Dijk regelmatig adressen van onderduikers doorbellen. Begin augustus 1944 zou zij een adres aan de Prinsengracht hebben doorgebeld. Wat ook voor Van Dijk als verraadster pleit was de vrouwenstem die de arrestatie zou hebben doorgebeld (zie onder kopje Lena Hartog-van Bladeren). Bovendien lagen veel van de door Van Dijk verraden adressen in de buurt van het Achterhuis. Eerder kwam de journalist Sytze van der Zee in het boek Vogelvrij (2010) al bij Van Dijk uit als meest waarschijnlijke dader. Volgens Van der Zee zou Otto Frank zijn zoektocht hebben gestaakt, nadat hij erachter was gekomen dat de verraadster van Joodse afkomst was.
NIOD-onderzoeker David Barnouw reageerde sceptisch op de "onthulling", vooral vanwege het ontbreken van een "smoking gun". Volgens hem is het net zo goed mogelijk dat de arrestatie van de bewoners van het achterhuis berust op toeval, bijvoorbeeld doordat iemand vanaf de straat een van de onderduikers naar buiten zag kijken.

### Arnold van den Bergh (1886-1950)
In januari 2022 verscheen een boek van de hand van de Canadese schrijfster Rosemary Sullivan met als titel Het verraad van Anne Frank. Dit boek - in 23 talen - was gebaseerd op onderzoek van een internationaal team. Het bevatte de conclusie dat de onderduikers in het Achterhuis met een zekerheid van 85% waren verraden door de Joodse notaris Arnold van den Bergh (1886-1950), die onderdeel uitmaakte van de Joodse Raad. Kort na de oorlog was zijn naam al genoemd in een anoniem briefje dat Otto Frank had ontvangen; deze laatste zou niets met de informatie gedaan hebben om het gezin van de notaris niet in de problemen te brengen. Een afschrift van dit briefje werd teruggevonden in paperassen van rechercheur Arend van Helden die de kwestie in 1963-1964 had onderzocht. Diverse historici toonden zich niet overtuigd van de conclusie. In afwachting van een reactie van de auteur en het onderzoekteam op de kritiek werd eind januari 2022 het bijdrukken van de Nederlandse vertaling van het boek uitgesteld. Vele historici hebben de conclusies van het boek bestreden en aangetoond hoe onwetenschappelijk men te werk is gegaan ondanks de schijn van wetenschappelijkheid. Vaak werkt het boek met aannames of redeneringen als: ‘Het is goed mogelijk...’. Dat maakt het hele proces plus de conclusie niet sterk, maar het lijkt erop dat men per se een concrete verdachte wilde noemen. Daarnaast was er kritiek op het feit dat het boek niet voor de grote wereldwijde publiciteitscampagne door deskundigen mocht worden ingezien. Dit heeft op zijn minst de schijn ervan dat de uitgever niet wilde dat er voor of gelijktijdig met de eerste uitgaven van het boek de conclusies ontkracht en bestreden zouden worden. Naar aanleiding van de kritiek besloot de uitgever in maart 2022 om het boek uit de handel te halen. Het internationale team dat het onderzoek heeft gedaan, is het niet eens met de kritiek. Zij hebben een uitgebreid verweer geschreven op de gegeven kritiek. De internationale versies van het boek van Rosemary Sullivan zijn niet uit de handel genomen.  

## Onderzoeken
Het NIOD Instituut voor Oorlogs-, Holocaust- en Genocidestudies (NIOD) verrichtte in 2003 naar aanleiding van de publicaties van Müller (1998) en Lee (2002) opnieuw onderzoek naar het verraad van het Achterhuis. Het NIOD concludeerde dat geen van de drie verdachten voor de verradersrol in aanmerking komt.
Naar Willem van Maaren is tot twee keer toe onderzoek gedaan, zij het in 1947-1948 niet heel deugdelijk. Bij het heropende onderzoek in 1963-1964 is er geen enkel nader bewijs voor het verraad bijgekomen en is de gerechtelijke vervolging terecht gestaakt, zo stelt het NIOD.
Voor Lena Hartog-van Bladeren vindt het NIOD geen positief bewijs dat zij wist dat er Joden ondergedoken waren in het achterhuis van Prinsengracht 263. Daarnaast is het motief dat zij bang was voor het lot van haar man, die daar in het magazijn werkte, niet overtuigend. Waarom zou hij die fatale dag niet zijn thuisgebleven, want nu liep hij de kans ook zelf gearresteerd te worden. De link naar het onzekere lot van haar zoon is eigenaardig. Deze zat vrijwillig op zee bij de Kriegsmarine en natuurlijk zal zijn moeder ongerust over hem zijn geweest, maar hij kwam pas om in mei 1945 en zijn dood werd zeven jaar na de oorlog officieel bekendgemaakt.
Wat betreft Tonny Ahlers als verrader en chanteur merkt het NIOD op dat Ahlers inderdaad voor de SD heeft gewerkt. Na de oorlog is hij niet veroordeeld voor verraad of wat dan ook, hoewel hem wel een aantal rechten (bijvoorbeeld het actief en passief kiesrecht) werden ontnomen, zoals ook bij Van Maaren in eerste instantie het geval was. Uit alles blijkt dat hij weliswaar niet altijd aan de juiste kant van de wet leefde, maar dat hij vooral opviel door zijn opschepperij en onbetrouwbaarheid. Omdat hij, naast zijn eigen familie, de voornaamste bron van Lee's stelling is, valt of staat de beschuldiging aan Ahlers met zijn betrouwbaarheid. Omdat die uiterst gering is, vervalt de beschuldiging.
Het NIOD concludeerde dat zonder nieuwe gegevens de juiste toedracht van het verraad niet meer gereconstrueerd zal kunnen worden.